# Валтер (Епщайн-Бройберг)
Валтер фон Епщайн-Бройберг (на немски: Walther von Eppstein-Breuberg; * ок. 1421, Епщайн; † 5 февруари 1459 или през 1468) от фамилията Епщайн, е господар на Ортенберг и Мюнценберг.

## Биография
Той е син на Еберхард II фон Епщайн-Кьонигщайн († 1443) и третата му съпруга Анна фон Кронберг († 1442), дъщеря на Валтер VI фон Кронберг († 1400) и Елизабет фон Рункел († 1413/1420). По-малкият му брат е граф Еберхард III фон Епщайн-Кьонигщайн († 1466/1475).
Валтер следва в Хайделберг и Кьолн. Той получава малкото господство Ортенберг. Според сметките от 1445 г. Валтер получавал за дрехите си скъпи платове директно от Кьолн и Трир и обличал не само себе си, а и четиримата му служители по няколко пъти през годината.
Няма сведения дали е женен и има ли деца. Валтер умира на 5 февруари 1459 г. и е погребан в църквата в Ортенберг в Хесен.